# Modrzewnica pospolita

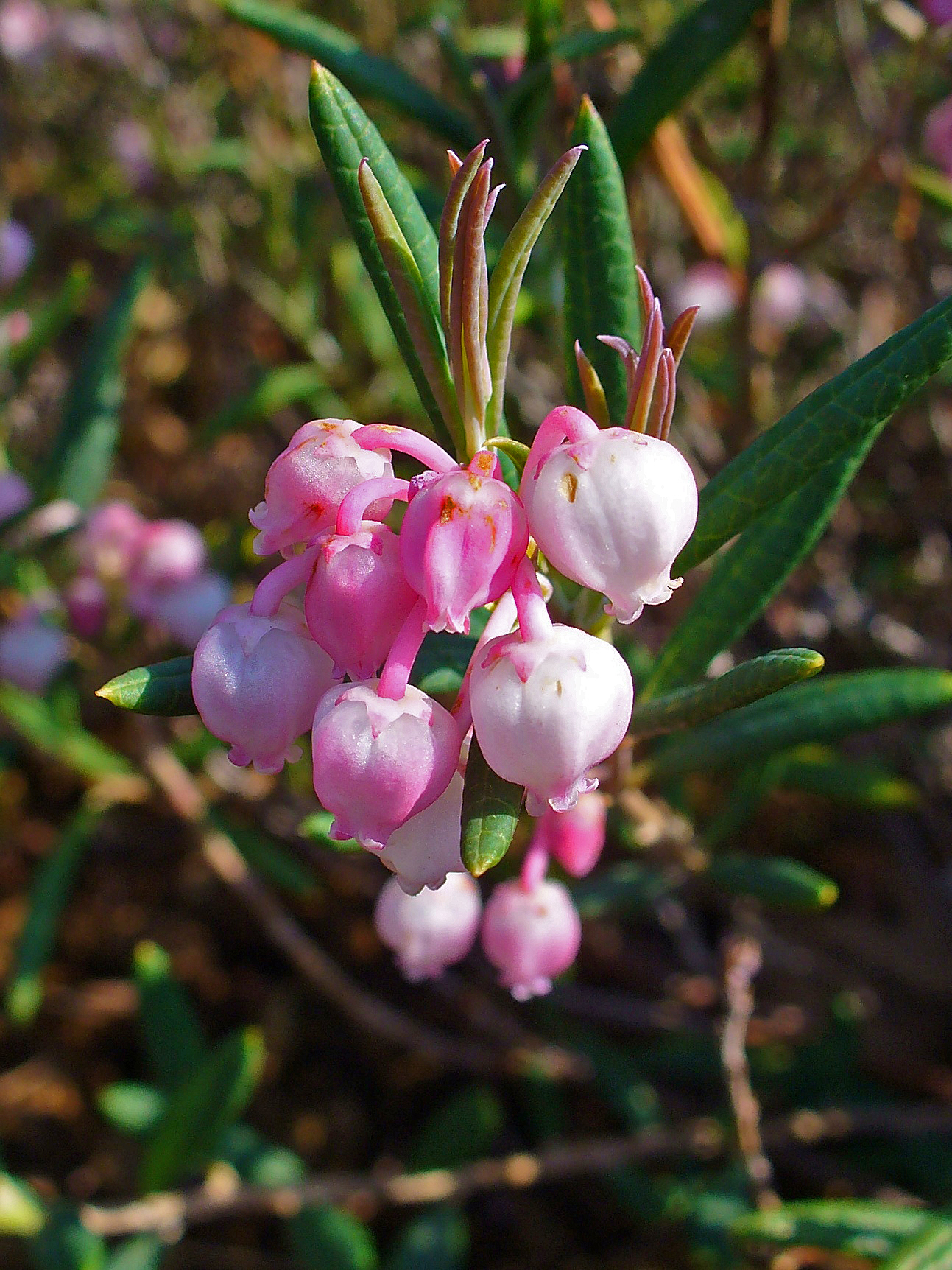
Kwiatostan

Modrzewnica pospolita, modrzewnica północna, modrzewnica zwyczajna (Andromeda polifolia L.) – gatunek rośliny wieloletniej należący do rodziny wrzosowatych. Jest jedynym współczesnym przedstawicielem rodzaju modrzewnica Andromeda, choć czasem do rangi osobnego gatunku podnoszona jest odmiana z północno-wschodniej Ameryki Północnej (var. latifolia) nazywana modrzewnicą siwolistną lub kutnerowatą (A. glaucophylla). Modrzewnica pospolita rośnie wśród torfowców na mokradłach półkuli północnej w obszarach okołobiegunowych Europy, Azji i Ameryki Północnej, sięgając na południu do gór Europy Zachodniej i Środkowej (Pireneje, Alpy, Karpaty). W Polsce gatunek opisywany jest jako rozpowszechniony na niżu, rzadki w górach. Na wielu obszarach zanika z powodu przekształcania siedlisk. W Polsce poddany ochronie prawnej od 2014 roku. Roślina trująca. Znaczenie użytkowe ma ograniczone – bywa uprawiana jako ozdobna, zwłaszcza w odmianach. Poza tym w Rosji była wykorzystywana przy garbowaniu skór, rdzenni Amerykanie przygotowywali z niej napój i wykorzystywali leczniczo. 

## Rozmieszczenie geograficzne
Zasięg modrzewnicy pospolitej opisywany jest jako borealny okołobiegunowy, borealno-górski/alpejski, okołobiegunowy borealno-górski.
Gatunek ten rośnie w północnej Europie, Azji i Ameryce Północnej. W Europie jest pospolity w północnej i środkowej części Półwyspu Skandynawskiego, w niżowej części Polski, Białorusi i krajach nadbałtyckich oraz dalej na wschód i północny wschód. Zanika i rzadsze stanowiska ma ku zachodowi i południu kontynentu: w Danii, Niemczech, wzdłuż Karpat, poza tym rośnie wyspowo w rejonie Alp, Masywu Centralnego, Wogezów, w Pirenejach, w Normandii i środkowej Wielkiej Brytanii oraz Irlandii (brak go na Islandii, zanikł w Hiszpanii, Chorwacji i Rumunii).
W Azji rośnie na Syberii, w Mongolii, w północnych Chinach (prowincja Jilin), na wschodzie sięgając po Japonię. W Ameryce Północnej rośnie na Grenlandii i w Kanadzie, na południu sięgając do Idaho na zachodzie i do Nowego Jorku oraz Wirginii Zachodniej na wschodzie kontynentu.
W południowej części zasięgu często rośnie na obszarach górskich, w Europie Środkowej sięgając do 2000 m n.p.m., w Ameryce Północnej do 1500 m n.p.m. Na północy występuje po 74° szerokości geograficznej. 
W Polsce gatunek jest opisywany wciąż jako dość pospolity na niżu, ale brak go na Kujawach, w północno-zachodniej części Niziny Mazowieckiej, na Nizinie Śląskiej i wschodniej części Pojezierza Wielkopolskiego. W Karpatach jest rzadki. Liczniej występuje tylko w Kotlinie Orawsko-Nowotarskiej (jest tam dużo torfowisk), poza tym na pojedynczych stanowiskach na Działach Orawskich, Pogórzu Śląskim, Dynowskim i w Bieszczadach. Z Tatr podany z dwóch stanowisk: z Toporowego Stawu Wyżniego i z młaki pomiędzy Waksmundzką Polaną a Psią Trawką.

## Morfologia

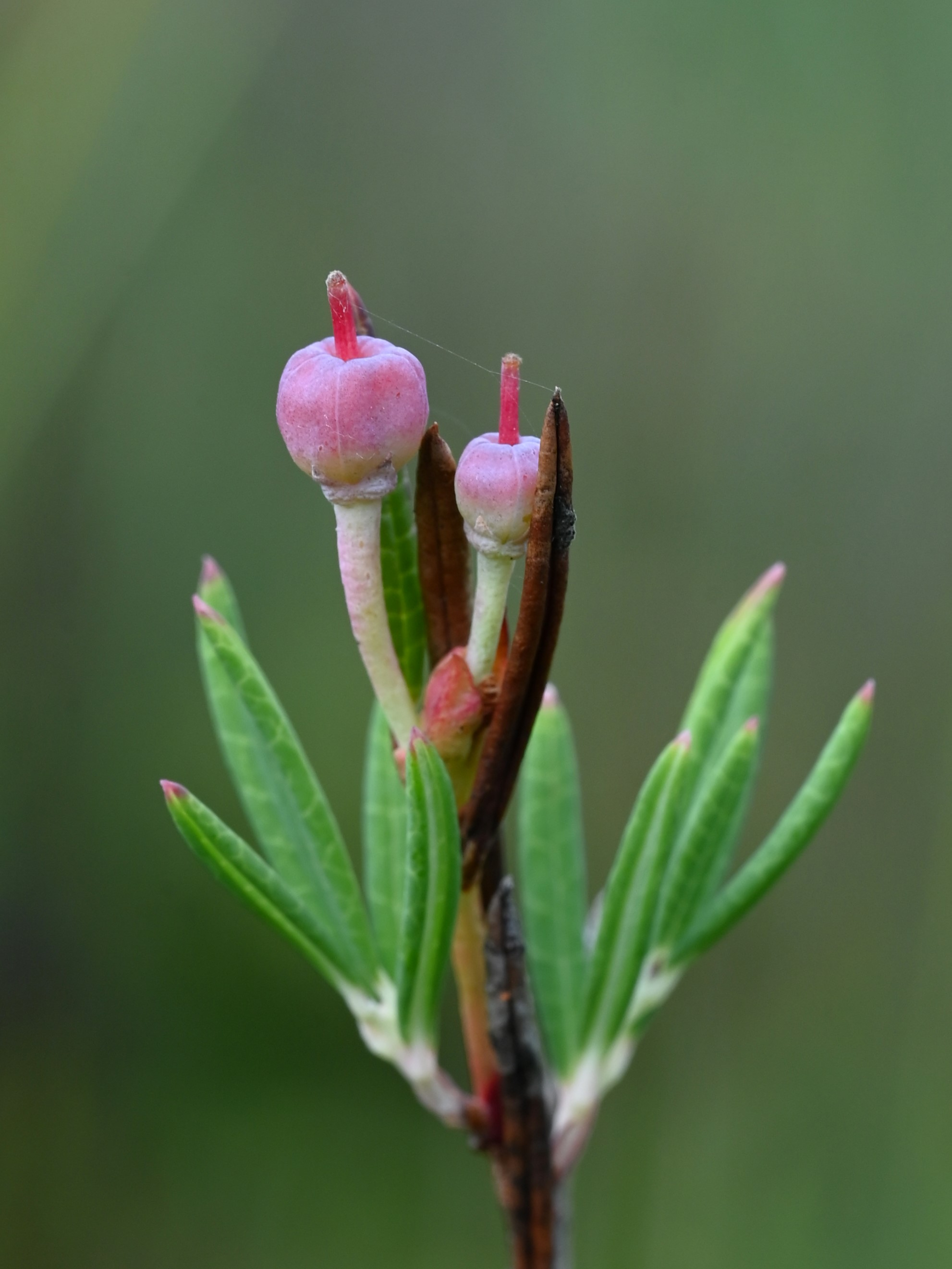
Owoce

PokrójZimozielona, naga (tylko młode pędy są delikatnie owłosione) krzewinka o płożących, zdrewniałych kłączach oraz podnoszących się pędach kwiatonośnych osiągających u odmiany typowej zwykle od 10 do 25 cm wysokości, rzadziej od 5 do 40 cm (u var. latifolia zwykle 30–80 cm). Organy podziemne rośliny stanowią jej 75–98% masy, z czego około 24% stanowią korzenie, a reszta to kłącza. Korzenie są cienkie, sięgają 45 cm głębokości, jednak najsilniej rozwinięte są w górnej części systemu korzeniowego, do 10–15 cm głębokości. Same kłącza znajdują się na głębokości średnio ok. 19 cm na bezdrzewnych mszarach oraz blisko 40 cm w lasach bagiennych.
ŁodygaPędy nadziemne podnoszące się do prosto wzniesionych, młode gałązki cienkie i wiotkie. Podziemne kłącza są długie, według różnych źródeł słabo lub silnie rozgałęzione, mają długie międzywęźla i łuskowate liście.
LiścieSkrętoległe, zimozielone, skórzaste, niemal siedzące – ich ogonki osiągają do 0,3 mm. Blaszka równowąsko lancetowata do równowąskiej, o zwykle podwiniętych brzegach, na końcu mniej lub bardziej zaostrzona, rzadko zaokrąglona, u nasady klinowata. Na górnej stronie ciemnozielona, spodem srebrzystosina lub niebieskobiała. Liście osiągają do 10–40 mm długości i 2–8 mm szerokości. Pokryte są grubą warstwą wosków. Szparki występują tylko po dolnej stronie liści (średnio 543 na mm²). Nerw główny wyraźnie widoczny.
KwiatyZebrane na szczycie pędów w baldachogrona liczące zwykle 2–7, rzadziej do 12 kwiatów. Kwiaty osadzone są na różowawych i gładkich szypułkach, zwykle zwisających, o długości 7–15 mm. Tuż u nasady szypułki znajdują się dwa podkwiatki zakryte przysadką. Kwiaty są pięciokrotne, ale na północnych krańcach Skandynawii i Grenlandii rejestrowano także kwiaty czterokrotne. Działki kielicha są trwałe, trójkątne do lancetowatych, zaostrzone, czerwonawe, o długości 1,5 do 3 mm. Korona zrosłopłatkowa, beczułkowata, zwieńczona wywiniętymi i stępionymi ząbkami. Osiąga długość 5–8 mm. Początkowo jest jasnoróżowa i z wiekiem staje się niemal biała. Korona wewnątrz pokryta jest prostymi włoskami. Słupek jeden, górny, z pięciokomorową zalążnią i z grubą szyjką długości do 4 mm, zwieńczoną drobnym, główkowatym znamieniem (czasem ze słabo widocznymi pięcioma łatkami). Pręcików jest 10, ich nitki są owłosione, u dołu rozszerzone, a pylniki na szczycie mają szczeciniaste wyrostki podobnej długości jak pylniki, proste lub lekko zagięte. Słupek i pręciki schowane są wewnątrz korony, przy czym znamię słupka znajduje się tuż pod gardzielą korony, a pylniki sięgają połowy słupka i korony. U nasady zalążni wydzielany jest nektar. W każdej z pięciu komór zalążni znajduje się zwykle 8 lub nieco więcej zalążków.
OwoceKulistawe, pięciokomorowe, wzniesione ku górze torebki, zwieńczone trwałą, zaschniętą szyjką słupka, podobną długością do samego owocu. Początkowo owoce są niebieskawe, a dojrzewając stają się brązowe. Otwierają się pięcioma klapami od góry. Osiągają do niemal 5 mm wysokości i 2,2–4,5 mm średnicy. Zawierają od jednego do 44 nasion (zwykle 30–40). Nasiona są jajowate, gładkie, jasnobrązowe, o długości 0,7–1,5 mm i szerokości 0,4–0,8 mm. Masa 100 nasion wynosi ok. 22 mg.

## Systematyka

### Pozycja systematyczna i pochodzenie
Modrzewnica pospolita to jedyny współczesny przedstawiciel rodzaju modrzewnica Andromeda. Zaliczany był on w XX wieku do plemienia Andromedeae obejmującego 13 rodzajów, w obrębie którego łączony był w jedną, odrębną grupę z rodzajami chamedafne Chamaedaphne i kwaśnodrzew Oxydendrum. Badania genetyczne wykazały, że powiązania te były błędne i najbliższymi krewnymi modrzewnicy są rośliny z rodzaju zenobia Zenobia. W zakresie morfologii do  autapomorfii specyficznych dla rodzaju Andromeda należą m.in. wielowarstwowa łupina nasienna, zalążek kampylotropowy (zgięty), brak szparek na działkach i płatkach korony, brak wielokomórkowych włosków. Współcześnie modrzewnica łączona jest z siostrzanym rodzajem zenobia w plemię Andromedeae, które z kolei jest siostrzane względem plemienia Gaultherieae w obrębie podrodziny Vaccinioideae z rodziny wrzosowatych.
Gatunek Andromeda polifolia znany jest ze śladów późnoglacjalnych. Rejestrowany jest jako szczególnie obficie występujący gatunek w pierwszych stadiach wzrostu torfowisk wysokich. Z ziem polskich znany jest z osadów z interglacjału mazowieckiego i eemskiego. Roślina zaliczana jest do reliktów glacjalnych.
W okresie trzeciorzędu rodzaj Andromeda znany jest z licznych skamielin klasyfikowanych jako różne gatunki.

### Zmienność i klasyfikacja wewnątrzgatunkowa

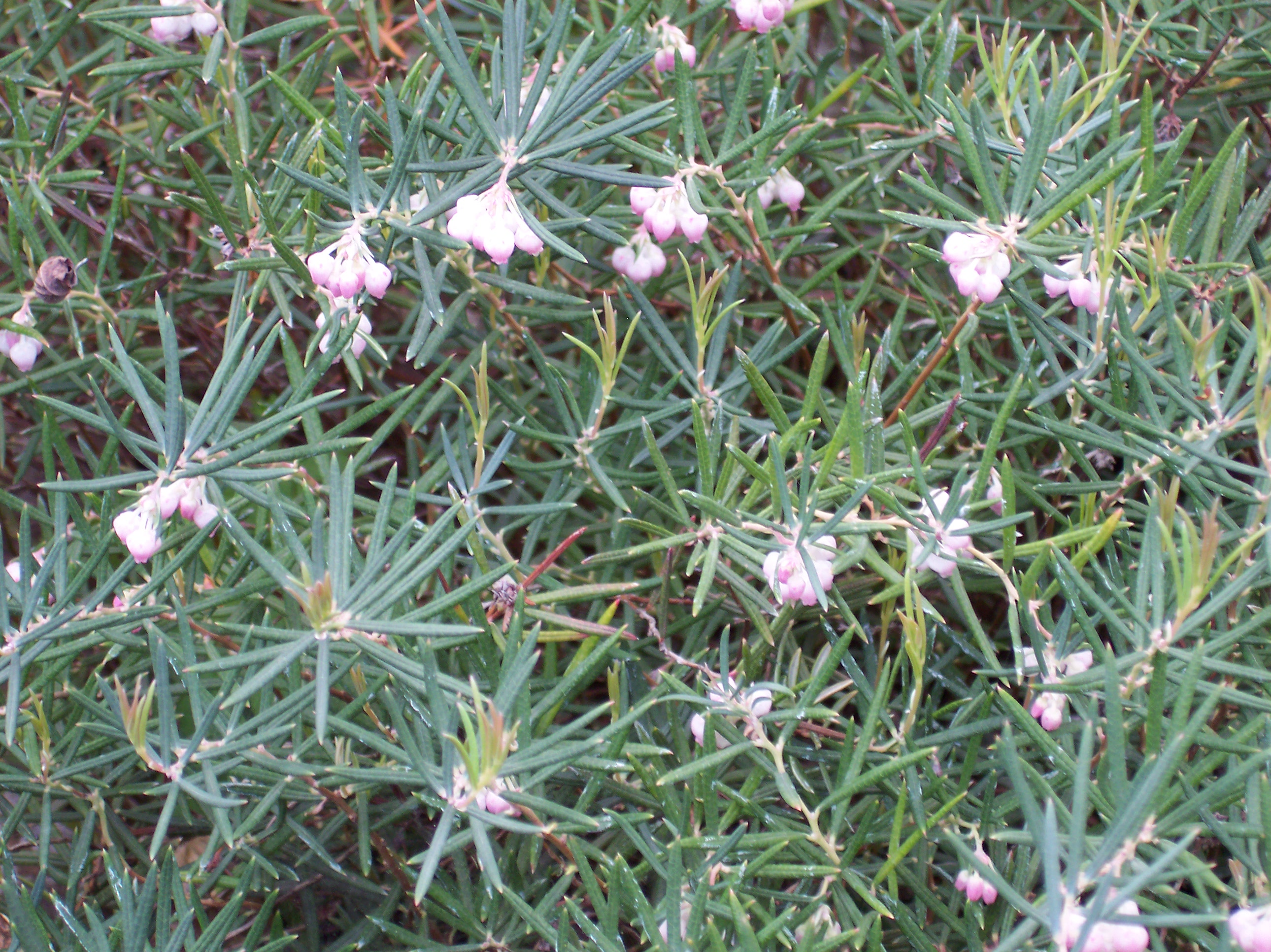
Andromeda polifolia var. latifolia

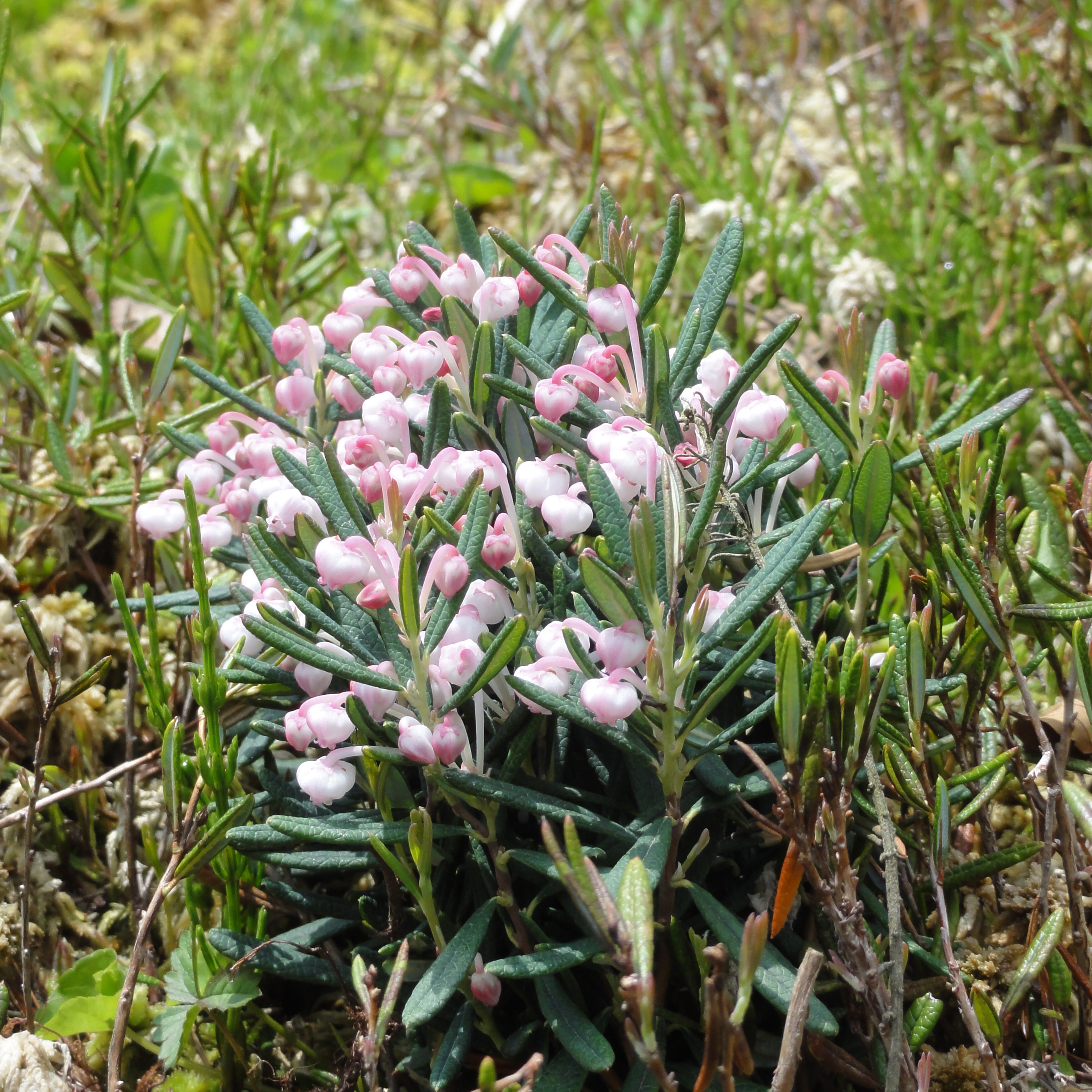
Zwarte i wąskolistne rośliny var. acerosa z górskich torfowisk w Japonii

W obrębie gatunku uznany status mają dwie odmiany (czasem podnoszone do rangi dwóch gatunków lub podgatunków – patrz nazwy synonimiczne):
- Andromeda polifolia L. var. polifolia

Takson nominatywny, występuje w całym zasięgu gatunku z wyjątkiem części wschodniej Ameryki Północnej, gdzie rośnie odmiana niżej wymieniona. Do cech diagnostycznych należą: liście nie przekraczające 4 cm długości; naga i sinobiała dolna strona liścia; rzadko zielona; korona o długości do 5, rzadko 7 mm; kwiatostany złożone zwykle z 2–3, rzadko 4 lub pojedynczych kwiatów, kwiaty wzniesione lub zwisające, pędy kwiatonośne proste lub podnoszące się, szypułki długości 1–2 cm.
Jako odrębną odmianę (A. polifolia var. concolor B. Boivin) opisano (po raz pierwszy z wyspy Kodiak na Alasce) rośliny o liściach od spodu zielonych, a nie sinych. Odmiana ta nie ma uznanej rangi systematycznej ze względu na rozproszone rejestrowanie takich roślin w obrębie całego zasięgu formy typowej. Podobnie dyskusyjny status ma odmiana A. polifolia var. acerosa Hartman (syn. A. polifolia var. minima, A. polifolia subsp. pumila Vinogradova) o liściach drobnych i wąskich (2×0,3 cm), opisana z północnej Europy, a rejestrowana także wzdłuż okołoarktycznych wybrzeży Ameryki Północnej oraz w górach Japonii. Nisko i gęsto rozgałęzione jej pędy tworzą niskie kępy i maty o wysokości 5–8 cm. Liście poza małymi rozmiarami często są czerwono nabiegłe.
- Andromeda polifolia L. var. latifolia Aiton, Hort. Kew. 2: 68. 1789 – modrzewnica siwolistna, m. kutnerowata[24]

Syn.: A. canescens Small; A. glaucophylla Link; A. glaucophylla var. iodandra Fernald; A. polifolia subsp. glaucophylla (Link) Hultén; A. polifolia var. glaucophylla (Link) de Candolle
Odmiana spotykana w środkowej i wschodniej części Ameryki Północnej między południową częścią prowincji Saskatchewan i Manitoba w Kanadzie a  południową Grenlandią i Nową Fundlandią, na południu sięgająca wzdłuż Appalachów do Wirginii Zachodniej. W Kanadzie obie odmiany występują sympatrycznie. Do cech diagnostycznych tej odmiany należą: liście osiągające 5 cm długości, od spodu nie sine, lecz biało owłosione lub omszone, korona większa – do 6, czasem 8 mm długości, kwiatostany zawierają zwykle od 4 do 8 kwiatów (rzadko 2 lub 3), zwisających, na pędach wygiętych i szypułkach nie przekraczających zwykle 6–8 mm długości.
Wyróżniające się morfologicznie rośliny z góry Table w zachodniej Nowej Fundlandii opisano jako odrębną odmianę var. iodandra. Cechują się one szerszymi niż dłuższymi koronami i pylnikami koloru purpurowego lub purpurowobrązowego (a nie jasnobrązowego jak u innych populacji modrzewnicy).
Na południu terytorium Nunavut oraz z położonych w sąsiedztwie Zatoki Hudsona oraz Zatoki Jamesa obszarów w prowincjach Quebec i Ontario zarejestrowano występowanie mieszańca między ww. odmianami opisanego jako Andromeda ×jamesiana Lepage i A. polifolia var. jamesiana (Lepage) B. Boivin. Rośliny te mają cechy pośrednie, w tym liście od spodu zarówno sine jak i nieco biało omszone.

## Nazewnictwo
Naukowa nazwa rodzajowa nadana została przez Karola Linneusza i nawiązuje do mitycznej Andromedy. Stało się tak, ponieważ roślina, rosnąc na kępach wśród mszarów, z korzeniami sięgającymi wody, skojarzyła mu się z Andromedą przykutą do skały na morzu, z nogami obmywanymi przez fale. Nazwa gatunkowa polifolium oznacza o liściach podobnych do ożanki popielatej Teucrium polium (białoszarych).
W języku polskim roślina do końca XIX wieku znana była pod nazwami: „bagienko”, „modrzewnica/modrzewica”, „modrzewnica bagienko”, „rozmarynek” i „rozmarynek bagienko”. W przewodniku do oznaczania roślin Józefa Rostafińskiego z 1923 gatunek nazwany jest „modrzewnicą niską”, a rok później Władysław Szafer, Stanisław Kulczyński i Bogumił Pawłowski nazwali go „modrzewnicą zwyczajną”. W kolejnych wydaniach ich przewodnika wznawianego w ciągu XX wieku ta nazwa została utrwalona. W X tomie cyklu „Flora polska” z 1963 Kazimierz Zarzycki użył wobec tego gatunku nazwy „modrzewnica północna”. Nazwa ta używana była wcześniej w odniesieniu do chamedafne północnej (Chamaedaphne calyculata) zaliczanej do rodzaju modrzewnica jako Andromeda calyculata (tak ujęty i opisany był ten takson np. w rozporządzeniu o ochronie gatunkowej z 1946). W pierwszym wydaniu krytycznej listy roślin naczyniowych Polski z 1995 gatunek wymieniony został jako „modrzewnica zwyczajna”, przy czym nazwa „modrzewnica północna” dodana została jako poboczna (w nawiasach). W kolejnych wydaniach z 2002 i 2020 nazwę gatunku zmodyfikowano na „modrzewnicę pospolitą”.

## Biologia

### Rozwój

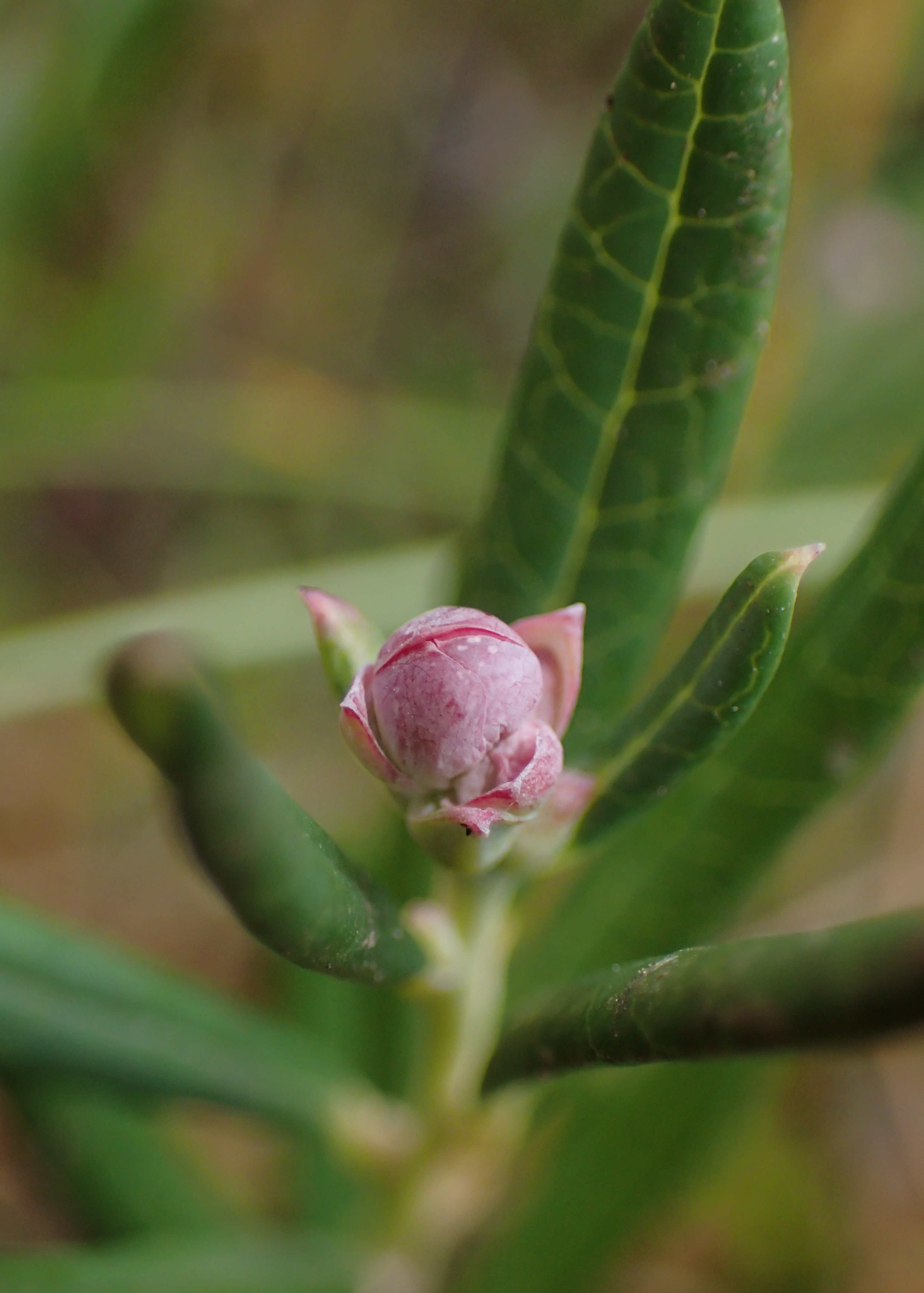
Pąk kwiatowy (jesień)

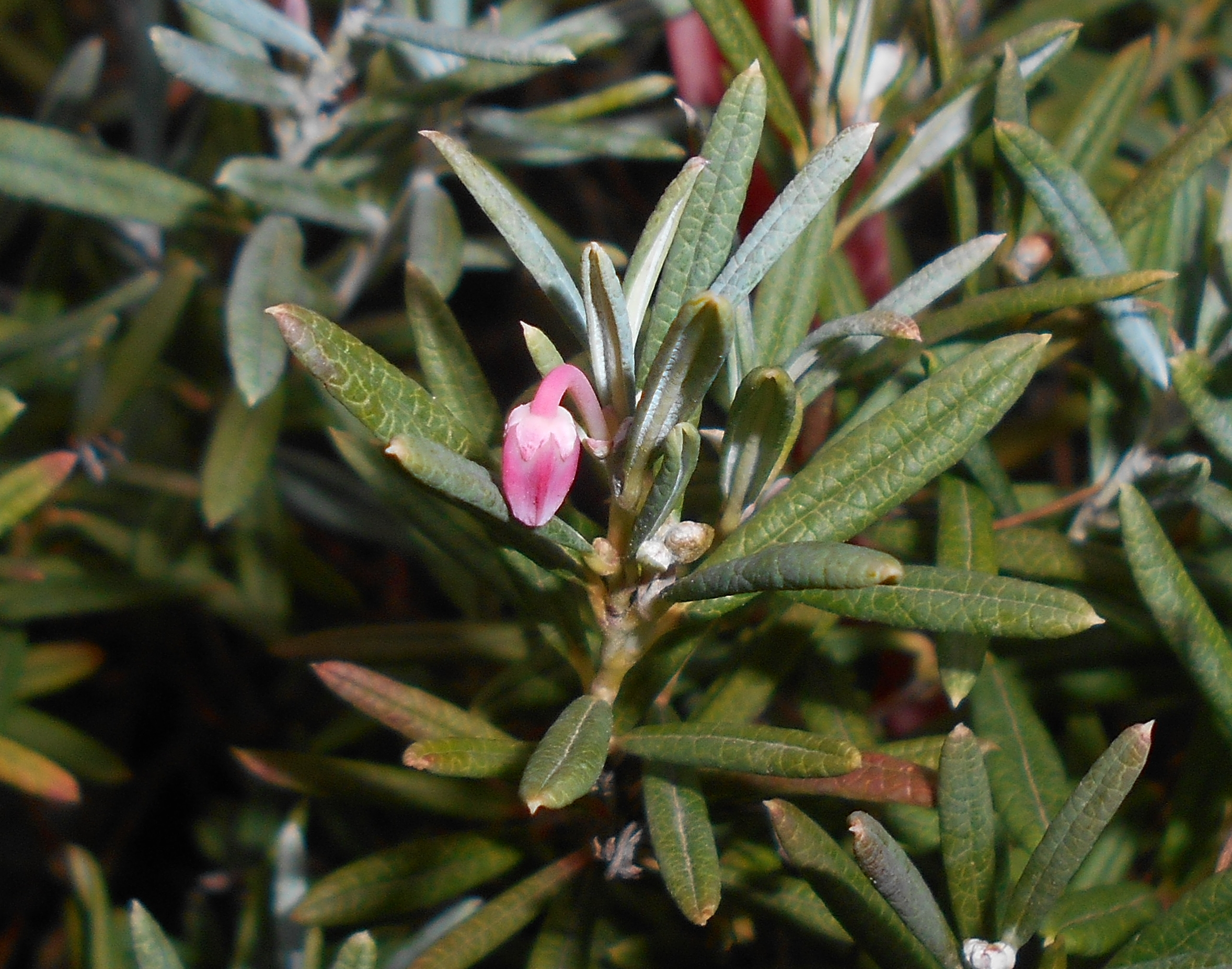
Rozwijający się kwiat i młode, sinoszare liście (wiosna)

Chamefit – zimują zdrewniałe pędy i pąki znajdujące się na nich. Gatunek bardzo rzadko rozmnaża się z nasion – siewki obserwowane są sporadycznie i nasion modrzewnicy jest niewiele w glebowym banku nasion, choć niewątpliwie to dzięki nim możliwe jest rozprzestrzenianie gatunku na większe odległości. Klonalny wzrost, odporność roślin na niekorzystne warunki i ich zdolność do regeneracji wskazują na rozmnażanie wegetatywne jako kluczowe dla utrzymywania się gatunku.
Z kłącza wyrastają zwykle słabo rozgałęzione pędy zarówno kwitnące, jak i wegetatywne. Najsilniej rosnące pędy rozwijają się ze szczytowych węzłów pędu. Na pędach kwitnących powstaje bardzo zmienna liczba kwiatów i owoców, przy czym intensywniejsze kwitnienie wiąże się ze słabszym wzrostem pędu i tworzeniem mniejszej liczby nowych liści. Tych na poszczególnych pędach jest średnio 8 i reprezentują cztery generacje. Tylko 5% liści obumiera w tym samym roku, w którym powstaje. W drugim sezonie obumiera 59% zachowanych liści, a w trzecim 62%. Czwartego sezonu nie przeżywa już 96% liści.
Modrzewnica pospolita rozpoczyna wegetację zaraz po ustąpieniu pokrywy śnieżnej i – podobnie jak wiele innych roślin zimozielonych – wiosną osiąga największe stężenie węglowodanów w liściach. Około 91% węgla związanego w trakcie sezonu wegetacyjnego przemieszczanych jest do organów podziemnych.
Najsilniejsze przyrosty pędów następują w maju lub czerwcu (w zależności od szerokości geograficznej – im dalej na północ tym później).
Kwitnienie
Kwiaty, które jako pąki formują się na końcach przyrostów z minionego roku, rozwijają się już w kwietniu na Wyspach Brytyjskich, w Europie Środkowej w maju, w górach i na północy w czerwcu. Pełnia kwitnienia przypada zwykle na czerwiec. Poszczególne rośliny kwitną przez dwa–trzy tygodnie. Intensywny wzrost i kwitnienie kończy się w ciągu dwóch miesięcy – w lipcu i wtedy też już uformowane są pąki przyszłorocznych kwiatów. Czasem zdarza się, że kwiaty rozwijają się także powtórnie jesienią (we wrześniu–październiku), przy czym pojawiają się one na szczytach tegorocznych przyrostów pędów.
Zapylanie
Pylniki i znamię słupka w kwiecie dojrzewają równocześnie i dzieje się to już w pąku. Jednak mimo że znamię jest wilgotne i gotowe na przyjęcie pyłku, a ten znajduje się w otwartych pylnikach – nie wysypuje się, dopóki korona się nie rozwinie i nie otworzy, umożliwiając jego wyschnięcie. Pory pylników znajdują się tuż przy znamieniu, które z kolei niemal zamyka gardziel korony. Uznaje się, że w kwiatach dochodzi zwykle w efekcie do samozapylenia, zanim zdążą odwiedzić je owady, wabione nektarem. Kwiaty zapylane są przez przedstawicieli rodzaju Bombus, pszczoły Apis, bzygowate Syrphidae i motyle (szlaczkoń torfowiec Colias palaeno, Clusia microgramma, Calophyris rubri, Thecla rubi). Z drugiej strony o dużej roli owadów i zapylenia krzyżowego dla zawiązywania owoców świadczyć może eksperyment z osłanianiem kwiatów w sposób uniemożliwiający dotarcie do nich owadów. Nie zawiązywały one owoców lub tylko pojedyncze, podczas gdy na roślinach ze swobodnie dostępnymi kwiatami powstawało ich ponad 20. 
Zapylenie krzyżowe skutkuje wyraźnie skuteczniejszym zawiązywaniem owoców (65% w stosunku do 40%) i rozwojem w nich większej liczby nasion (o 34,7%). Mimo że większość kwiatów zawiązuje owoce – tylko ich część dojrzewa. Udokumentowano różną skuteczność rozwijania się owoców z kwiatów (od 27,5% w Słowacji do 43,1% w Belgii) i różną zawartość w nich nasion (średnio od 11 do 20, rzadziej do 44), przy czym przy większej liczbie nasion zwykle nie więcej jak 20 jest żywych. 
Rozsiewanie i kiełkowanie
Owoce dojrzewają z końcem lipca do sierpnia i pozostają długo na roślinie (często przez całą zimę). Drobne nasiona rozprzestrzeniane są głównie przez wiatr. Podejrzewany jest też jakiś udział w ich rozsiewaniu zwierząt (choć gorzkie i trujące owoce nie sprzyjają spożywaniu ich w większych ilościach), a także wody (owoce zachowują pływalność przez 72 godziny). Nasiona zachowują zdolność do kiełkowania według niektórych źródeł tylko przez jeden rok, ale inne podają, że aczkolwiek są krótkowieczne, to jednak jeszcze po czterech latach kiełkuje ich 19%. Żywe nasiona modrzewnicy znajdowano na głębokości 40–50 cm.
Kiełkowanie następuje bezpośrednio po wysianiu w temperaturze 25 °C i z podobną skutecznością (66–70%) po miesięcznym ich przechowaniu w temperaturze 4 °C. Dłuższe przechowanie nasion osłabia ich zdolność do kiełkowania, a przemrożenie (przechowanie w temperaturze -20 °C przez dwa miesiące) w ogromnej większości je zabija (kiełkuje tylko ok. 4% nasion). Niższe i wyższe temperatury (w doświadczeniu 15 i 30 °C) osłabiają zdolność nasion do kiełkowania. Według niektórych źródeł nasiona wymagają przed siewem rocznego spoczynku, ale nie zostało to potwierdzone eksperymentalnie.
Siewka
Rozwój siewek modrzewnicy jest powolny. Korzeń zarodkowy pojawia się zwykle po 11–15 dniach od rozpoczęcia kiełkowania. Liścienie rozwijają się po 17–24 dniach, a liście właściwe po 27–37 dniach. Liścienie są niemal siedzące, nieznacznie pochwowate u nasady, eliptyczne, nagie, o długości 2–3 mm. Hipokotyl jest zielny, nagi i czerwonawy, osiąga 7–10 mm długości. Podobnie zielny i nagi epikotyl ma długość 3–7 mm. Pierwsze liście właściwe są skrętoległe i mają blaszkę długości 1,5–2,5 mm. Siewka po 6 tygodniach wzrostu osiąga do 2 cm wysokości.

### Właściwości fizyko-chemiczne
Roślina trująca. Pędy, liście i kwiaty, włącznie z nektarem, zawierają trujący glikozyd andromedotoksynę (po raz pierwszy wyizolowaną z modrzewnicy, później potwierdzoną u innych przedstawicieli wrzosowatych, zwłaszcza u różanecznika żółtego i chamedafne północnej). Związek ten działa toksycznie na układ krążenia (powoduje silny rzadkoskurcz), na obwodowe zakończenia nerwów czuciowych i działa ośrodkowo powodując zamroczenie świadomości, drgawki i porażając ośrodek oddechowy. W odróżnieniu od akonityny, dającej podobne objawy, nie powoduje rozszerzenia źrenic. Zgon następuje w wyniku porażenia oddechu przy zachowanej do końca czynności serca. Dawka śmiertelna dla gołębi wynosi 0,1 mg/kg, dla psów 0,25–0,3 mg/kg, dla królików 0,6 mg/kg. Do zatruć dochodzi rzadko. U ludzi zdarzały się przypadki wiązane z fałszowaniem za pomocą liści modrzewnicy rozmarynu (Folia Rosmarini), przypadkowo u dzieci. Zatrucia u ludzi mają zwykle łagodny przebieg i objawy mijają po dobie.
Zdarzały się zatrucia u zwierząt domowych, zwłaszcza owiec i kóz, w tym także padnięcia owiec po spożyciu modrzewnicy.
Łodygi i liście modrzewnicy cechują się dużą zawartością tanin.

### Genetyka
Liczba chromosomów 2n = 48. Ponieważ gatunek jest tetraploidem, podstawowa liczba chromosomów wynosi x = 12.

## Ekologia

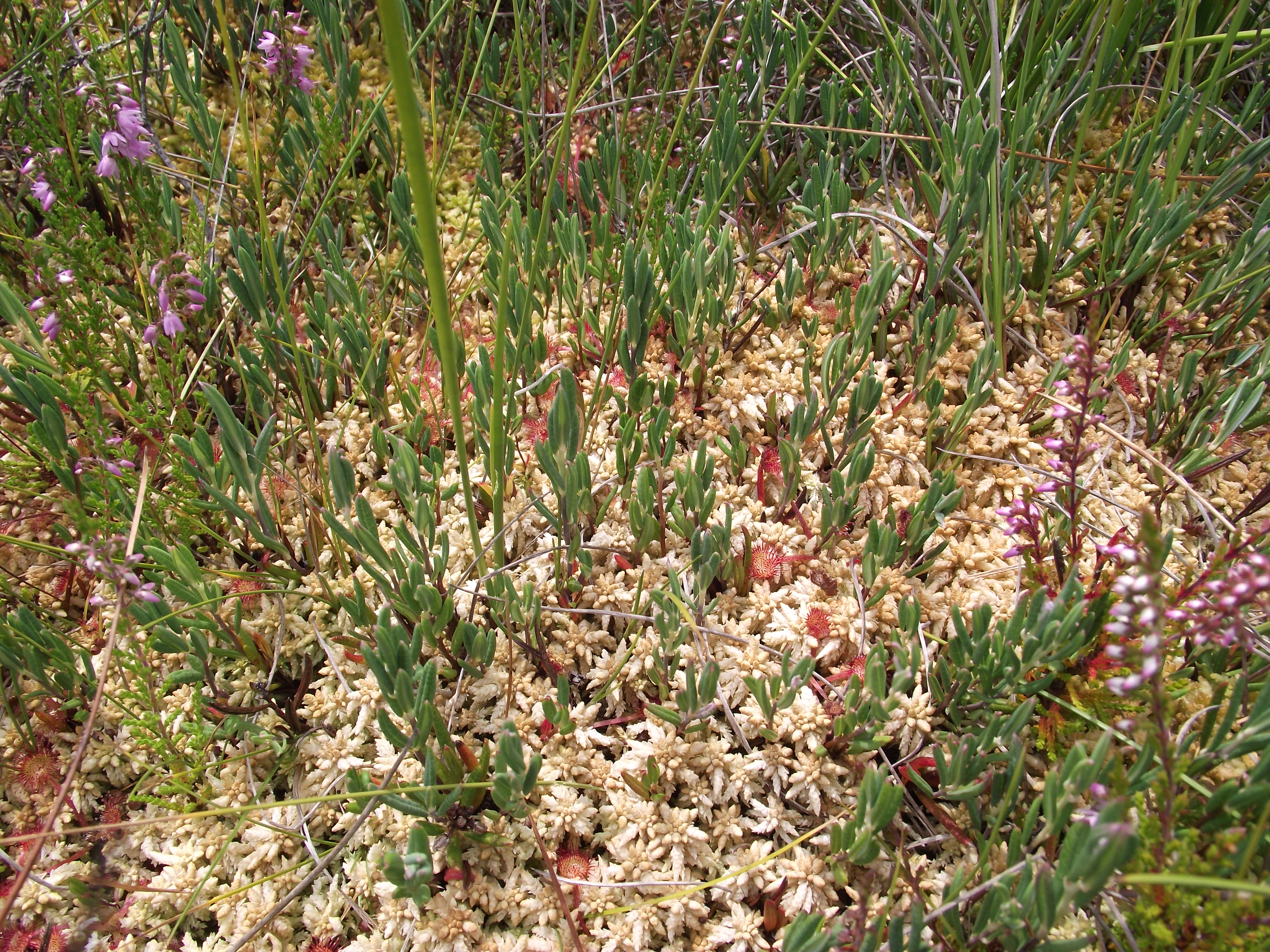
Pędy modrzewnicy ledwo wystające ponad torfowce, w otoczeniu kwitnącego wrzosu i rosiczki

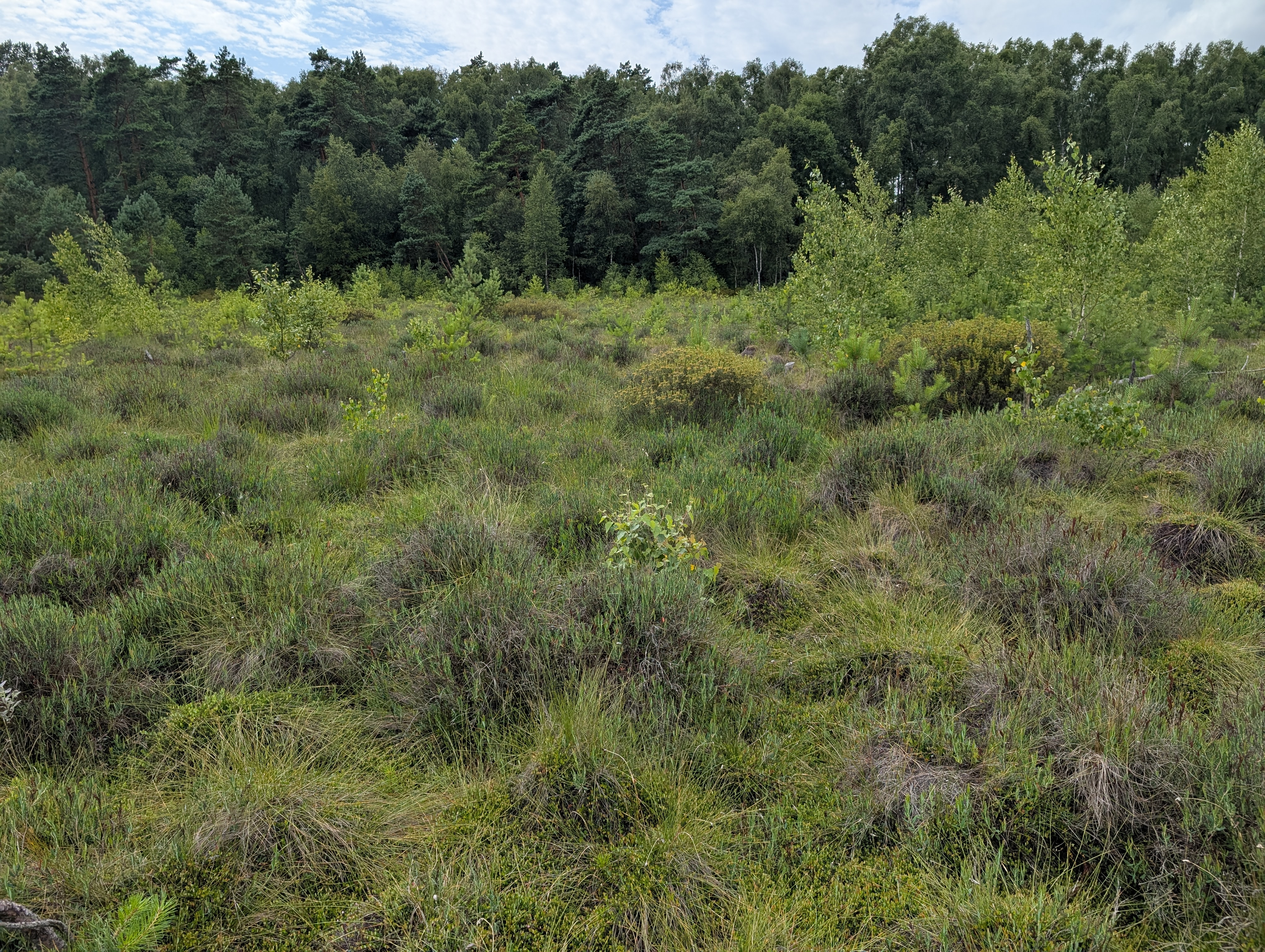
Torfowisko mszarne koło Przybiernowa na Pomorzu Zachodnim z obfitym występowaniem modrzewnicy

### Siedlisko
Gatunek związany jest przede wszystkim z biomami tundry i tajgi. Występuje na torfowiskach wysokich, na mszarach w obrębie torfowisk przejściowych, w borach bagiennych, z reguły w zbiorowiskach z dominacją torfowców Sphagnum, wełnianek Eriophorum i turzyc Carex. W zbiorowiskach z udziałem torfowców modrzewnica musi rywalizować z innymi roślinami o skąpe zasoby dostępnych substancji odżywczych w podłożu oraz inwestować w rozwój pędów umożliwiających utrzymanie się w strefie powierzchniowej torfowiska, przyrastającego ze względu na wzrost torfowców o 1–5 cm na kępach i nawet 10 cm w obniżeniach międzykępowych. Ze względu na niski wzrost krzewinek modrzewnicy bywają one niemal całkiem zakryte silnie rosnącymi torfowcami. W Fennoskandii modrzewnica często też spotykana jest na obszarach źródliskowych ze słomiaczkiem złotawym Straminergon stramineum.
Rośnie na glebach kwaśnych (zwykle o odczynie gleby w przedziale pH od 3,8 do 5,0, ale notowana była w przedziale pH od 2,8 do 7,5), torfowych (rzadko też w piaskach), ubogich w związki azotu (typowym siedliskiem są torfowiska ombrotroficzne – zasilane w wody tylko z opadów, rzadziej rośnie na mezo- i eutroficznych źródliskach oraz w lasach bagiennych). Siedliska modrzewnicy są zwykle mocno podmokłe, z wysokim poziomem wody, jednak gatunek ten utrzymuje się także na glebach suchych, nawet w miejscach, gdzie całkowicie zanikły torfowce Sphagnum. To, że gatunek jest rzadko rejestrowany na przesuszonych torfowiskach, wiąże się nie tyle wprost z niedoborem wody, co z innymi skutkami towarzyszącymi odwadnianiu – zalesianiem, eksploatacją torfu, zaburzonym składem gatunkowym zbiorowisk. O ile takie zmiany nie wystąpią na osuszonym torfowisku – modrzewnica może utrzymywać się na nim dziesiątki lat po jego odwodnieniu.
Przystosowaniem do okresowych wzrostów temperatur przy powierzchni torfowiska jest kseromorficzna budowa liści – zwinięcie blaszki, pokrycie jej kutykulą, u odmiany latifolia włoskami.
W obrębie torfowisk modrzewnica rośnie najczęściej na kępach torfowcowych i w zbiorowiskach krzewinkowych na mszarach torfowcowych unikając najbardziej wilgotnych miejsc, zajmowanych przez zbiorowiska ze związku Rhynchosporion. Z drugiej jednak strony znosi bardzo dobrze wysoki poziom stagnowania wód. Rośliny rosnące na kępach mają większe i cięższe liście i owoce od roślin rosnących w obniżeniach międzykępowych. Najsilniej rozgałęzione pędy i tworzące najwięcej kwiatów tworzą się w miejscach pośrednich – na stokach między kępami i obniżeniami oraz na mniejszych kępach w obrębie obniżeń. Modrzewnica źle znosi zacienienie i zmniejsza udział w przypadku sukcesji zarośli i drzew w stosunku do otwartych mszarów. W miarę starzenia się mszarów i wzrostu zakwaszenia bywa zastępowana przez chamedafne północną. 
W miejscach otwartych pędy modrzewnicy mogą być uszkadzane przez mróz, zwłaszcza jeśli wystąpi w sezonie wegetacyjnym (w czasie spoczynku zimowego rośliny znoszą silniejsze spadki temperatur). Szczególnie wrażliwe są młode pędy, które rozpoczęły wzrost, i rozwijające się kwiaty. Wiosenne przymrozki mają znaczący, negatywny wpływ na liczbę wytwarzanych nasion. 
Modrzewnica dobrze znosi niewielkie pożary, które w przypadku nawodnienia podłoża wypalają tylko nadziemne części roślin. Jej pędy podziemne pozostają nietknięte i w ciągu kilku lat po pożarze gatunek ten bywa jednym z gatunków o największym pokryciu. Sprzyjają jej zwłaszcza pożary cofające sukcesję zaroślowo-leśną na mokradłach do stadium mszarów turzycowo-krzewinkowych. W efekcie dla utrzymania otwartych siedlisk mokradłowych wypalanie wiosenne, gdy podłoże jest mocno nasiąknięte wodą, jest z jedną z metod ich ochrony w Ameryce Północnej. W przypadku silnie przesuszonych torfowisk pożar może wypalić złoże torfu wraz ze znajdującymi się w nim pędami i bankiem nasion eliminując zupełnie m.in. modrzewnicę. Niekorzystnie na gatunki krzewinkowe oddziałują także powtarzające się pożary.
W typologii siedlisk leśnych Europy Środkowej modrzewnica jest gatunkiem diagnostycznym siedlisk boru bagiennego (Bb) na niżu i boru mieszanego górskiego bagiennego (BMGb).

### Relacje międzygatunkowe

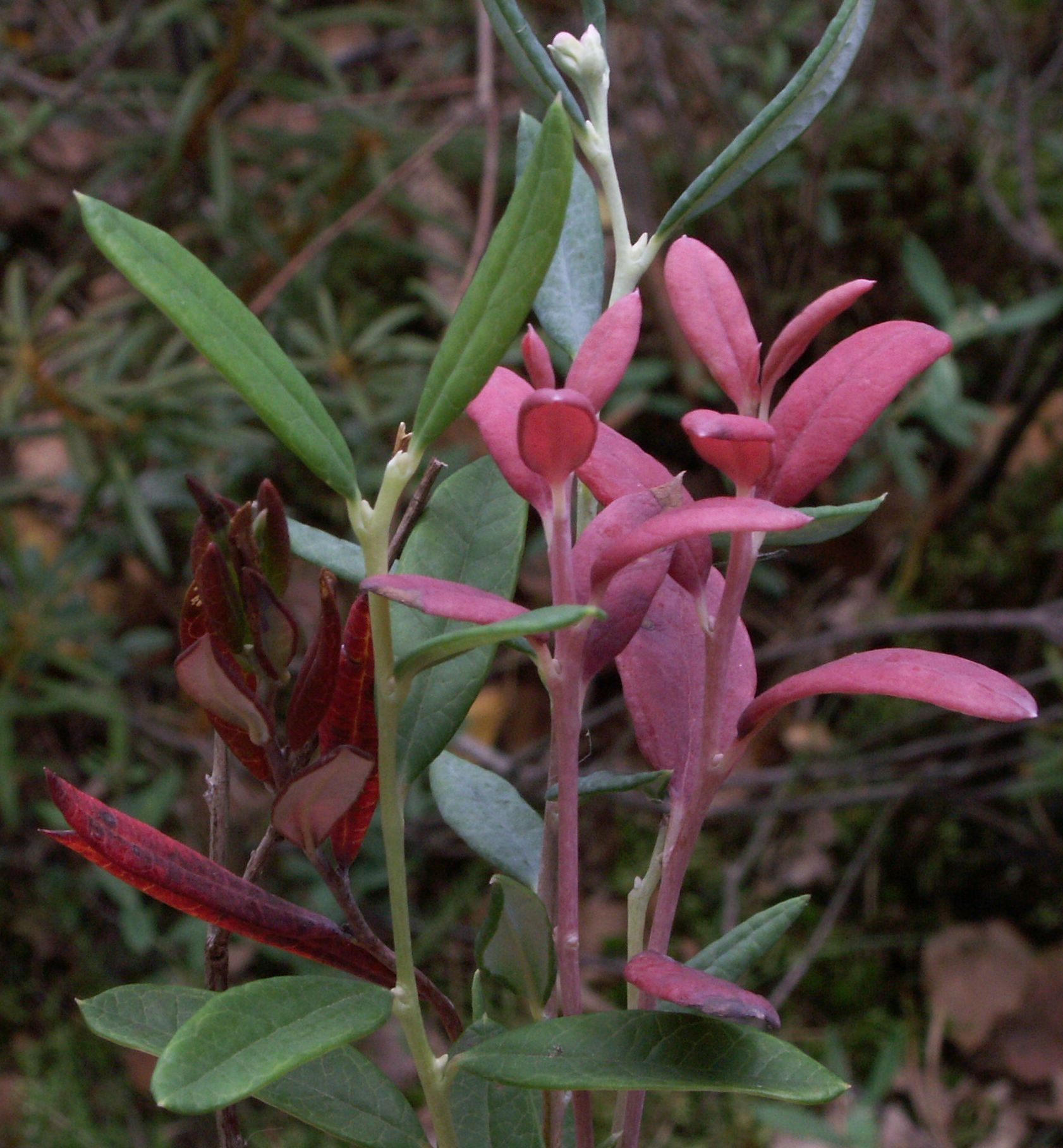
Pędy modrzewnicy porażone Exobasidium karstenii

W klasyfikacji zbiorowisk roślinnych Europy Środkowej jest to gatunek charakterystyczny dla rzędu (O.) Sphagnetalia magellanici. W Europie Zachodniej i Środkowej rośnie jednak w różnych zbiorowiskach mszarnych z klas Oxycocco-Sphagnetea i Scheuchzerietea, także w zbiorowiskach zaroślowych Pino-Ledion i Piceon-Pinion uncinatea.
W środkowej i północno-zachodniej Europie rośnie najczęściej w towarzystwie takich gatunków jak: wełnianka pochwowata Eriophorum vaginatum, wrzosiec bagienny Erica tetralix, wrzos zwyczajny Calluna vulgaris, żurawina błotna Vaccinium oxycoccus, bagno zwyczajne Ledum palustre, na dywanach różnych gatunków z rodzaju torfowiec Sphagnum, zwłaszcza wśród torfowca magellańskiego Sph. magellanicum, kończystego Sph. recurvum i bałtyckiego Sph. balticum. 
Na północy rośnie na torfowiskach typu aapa na kępach i grzędach wraz z chamedafne północną Chamaedaphne calyculata, maliną moroszką Rubus chamaemorus, brzozą niską Betula nana, bagnem zwyczajnym Ledum palustre, borówką bagienną Vaccinium uliginosum i torfowcem brunatnym Sphagnum fuscum, czasem też w dolinkach. Podobny skład gatunkowy mają środkowe części masywów bagiennych torfowisk wysokich w tajdze. W jej bagiennych lasach sosnowo-krzewinkowo-mszarnych modrzewnica panuje wraz z chamedafne w warstwie krzewinek. Na Dalekim Wschodzie modrzewnica rośnie w mszarnych lasach modrzewiowych (z modrzewiem dahurskim) z podobną florą towarzyszącą jak w zachodniej Eurazji, ale też z udziałem specyficznych dla tego obszaru gatunków takich jak Maianthemum trifolium i Betula fruticosa. Często modrzewie rosną w nich luźno lub niskie (np. na Sachalinie do 2 m wysokości), a podszyt tworzy w nich sosna karłowa Pinus pumila. Na grzędowych torfowiskach w Kraju Nadmorskim modrzewnica tworzy warstwę krzewinek wraz z chamedafne pod okapem modrzewi dahurskich i Betula ovalifolia.
W Ameryce Północnej modrzewnica rośnie w różnorodnych zbiorowiskach, których wspólną cechą jest zwykle silnie rozwinięta warstwa mszysta z panującymi torfowcami. Współtworzy warstwę krzewinkową z chamedafne północną, różnymi gatunkami z rodzaju bagno Ledum i kalmią wielokwiatową Kalmia polifolia. Na torfowiskach z różnych zagęszczeniem rosną, tworząc mniej lub bardziej luźną warstwę niskich drzew lub krzewów, świerk czarny Picea mariana i modrzew amerykański Larix laricina.
Mikoryza
Podobnie jak inne gatunki z rodziny wrzosowatych, modrzewnica żyje w symbiozie z grzybem tworząc mikoryzę erikoidalną. Strzępki grzybni przerastają całą roślinę, aż do okrywy nasion. Grzyb należy zwykle do gatunku workowca Hymenoscyphus ericae, ale najwyraźniej infekcje mikoryzowe tworzą także przedstawiciele rodzaju Bisoascus i jego anamorfy Oidiodendron. Grzyb ułatwia roślinom detoksykację i pozyskiwanie substancji odżywczych, zwłaszcza związków azotu. 
Roślinożercy i pasożyty
Roślinie nie zagrażają ssaki ani ptaki, dla których na ogół jest trująca (po spożyciu powoduje u nich wymioty i konwulsje). Do wyjątków żywiących się liśćmi i owocami modrzewnicy należą gryzonie z rodzaju wrzosownik Phenacomys oraz głuszec zwyczajny. Rzadko i w niewielkich ilościach modrzewnicę jedzą łosie i renifery. Niewyjaśniony jest związek między modrzewnicą a mulakiem białoogonowym Odocoileus virginianus, ale w skali lokalnej obszary występowania tych gatunków są w wysokim stopniu zbieżne.
Włoski pokrywające wnętrze korony chronią nektar przed drobnymi owadami będącymi złodziejami nektaru, ale nie przed mrówkami, które uszkadzają słupek i pręciki.
Liśćmi modrzewnicy żywią się gąsienice Eugraphe subrosea (sówkowate) i larwy Lochmaea suturalis (stonkowate). Na roślinie żyją także osobniki dorosłe ostatniego z wymienionych gatunków. Na liściach galasy tworzą roztocza Cecidophyopsis ruebsaameni. Żeruje na modrzewnicy także pochodzący z Japonii pluskwiak Stephanitis takeyai, inwazyjny w Ameryce Północnej.
Patogeny grzybowe i saprotrofy
Z modrzewnicą pospolitą związana jest grupa kilkudziesięciu (zidentyfikowanych dotąd jest ponad 60, a szacowanych około 100) gatunków grzybów. Większość obecnie znanych to saprotrofy rozwijające się na martwych liściach modrzewnicy. Spośród podstawczaków na liściach modrzewnicy rejestrowany jest głównie płaskosz pędowy modrzewnicy Exobasidium karstenii. Modrzewnica może być też jednak infekowana i niszczona przez grzyby z kompleksu opieńki miodowej Armillaria mellea s.l. Większość stwierdzonych na żywych lub martwych organach modrzewnicy to workowce: Rhytisma andromedae rozwijający się na łodydze i liściach, Epipolaleum andromedae, Gibbera andromedae, Godronia andromedae, Odontotrema andromedae, Lophodermium intermissum, Stigmatea andromedae, Antennularia andromedae, Microsphaeria penicillata, Durandiella andromedae, Nectria ochroleuca, Protoventuria alpina, Eupropolella vaccinii, Physalospora vaccinii, Coccomyces duplicarioides, Hyaloscypha leuconica i in.

## Zagrożenia i ochrona
Gatunek na wielu obszarach traci swoje stanowiska z powodu niszczenia i przekształcania siedlisk. Kluczowym problemem w jego utrzymaniu są zmiany warunków wodnych, powiązane często z eksploatacją torfowisk wysokich. Zagrożeniem dla izolowanych stanowisk bywa też sukcesja, np. na tatrzańskich torfowiskach perspektywy gatunku są złe z powodu zarastania ich kosodrzewiną. Torfowiska przekształcane są także na plantacje żurawiny lub borówek, eksploatowane jako źródło torfu, osuszane i przeznaczane na pastwiska i grunty orne, bywają także niszczone z powodu eksploatacji torfowców w związku z zapotrzebowaniem ze strony florystyki. Na niektórych obszarach ich areał, a tym samym powierzchnia siedlisk modrzewnicy, zmniejszył się radykalnie (np. w amerykańskim stanie Ohio do 1991 roku o 98%).
Gatunek ustępuje zwłaszcza w południowej części zasięgu, gdzie jego stanowiska mają charakter reliktowy. Utracił swoje stanowiska w Hiszpanii, Chorwacji i Rumunii. Zagrożony jest także w szeregu stanów we wschodniej części USA (rośnie tam var. latifolia): prawdopodobnie wymarł już w Ohio, ma status zagrożonego lub narażonego na wymarcie w: Connecticut, New Jersey i Rhode Island, a rzadki jest w Indianie i Pensylwanii.
W Polsce od roku 2014 gatunek jest wpisany na listę gatunków roślin objętych ochroną częściową na podstawie Rozporządzenia Ministra Środowiska z dnia 9 października 2014 r. w sprawie ochrony gatunkowej roślin. Nie jest jednak ujęty na czerwonej liście roślin kwiatowych, pojawia się natomiast w zestawieniach gatunków zagrożonych regionalnie, np. dla polskiej części Karpat.
Do działań ochronnych koniecznych dla zachowania zasobów gatunku zalicza się przede wszystkim zachowywanie w dobrym stanie mokradeł zasiedlonych przez modrzewnicę, najlepiej przez poddanie ich ochronie i niedopuszczanie do odwadniania oraz eksploatowania torfu.
Ze względu na rozległość zasięgu geograficznego globalne zasoby gatunku uznawane są za bezpieczne i na czerwonej liście gatunków zagrożonych publikowanej przez Międzynarodową Unię Ochrony Przyrody (IUCN) modrzewnica zaliczona jest do kategorii gatunków najmniejszej troski (LC).

## Zastosowanie

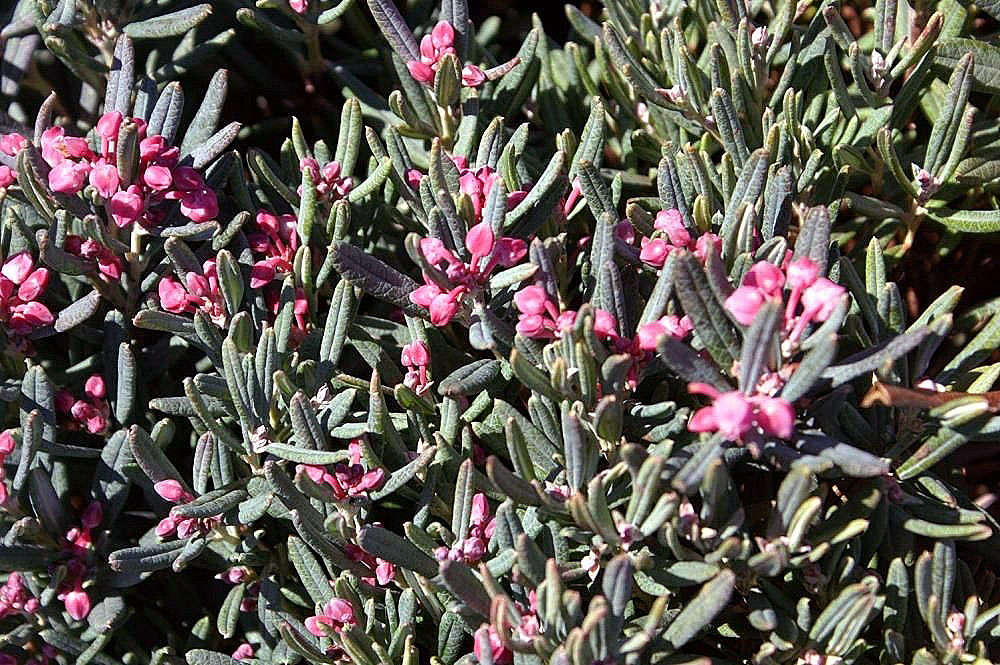
Odmiana 'Blue Ice'

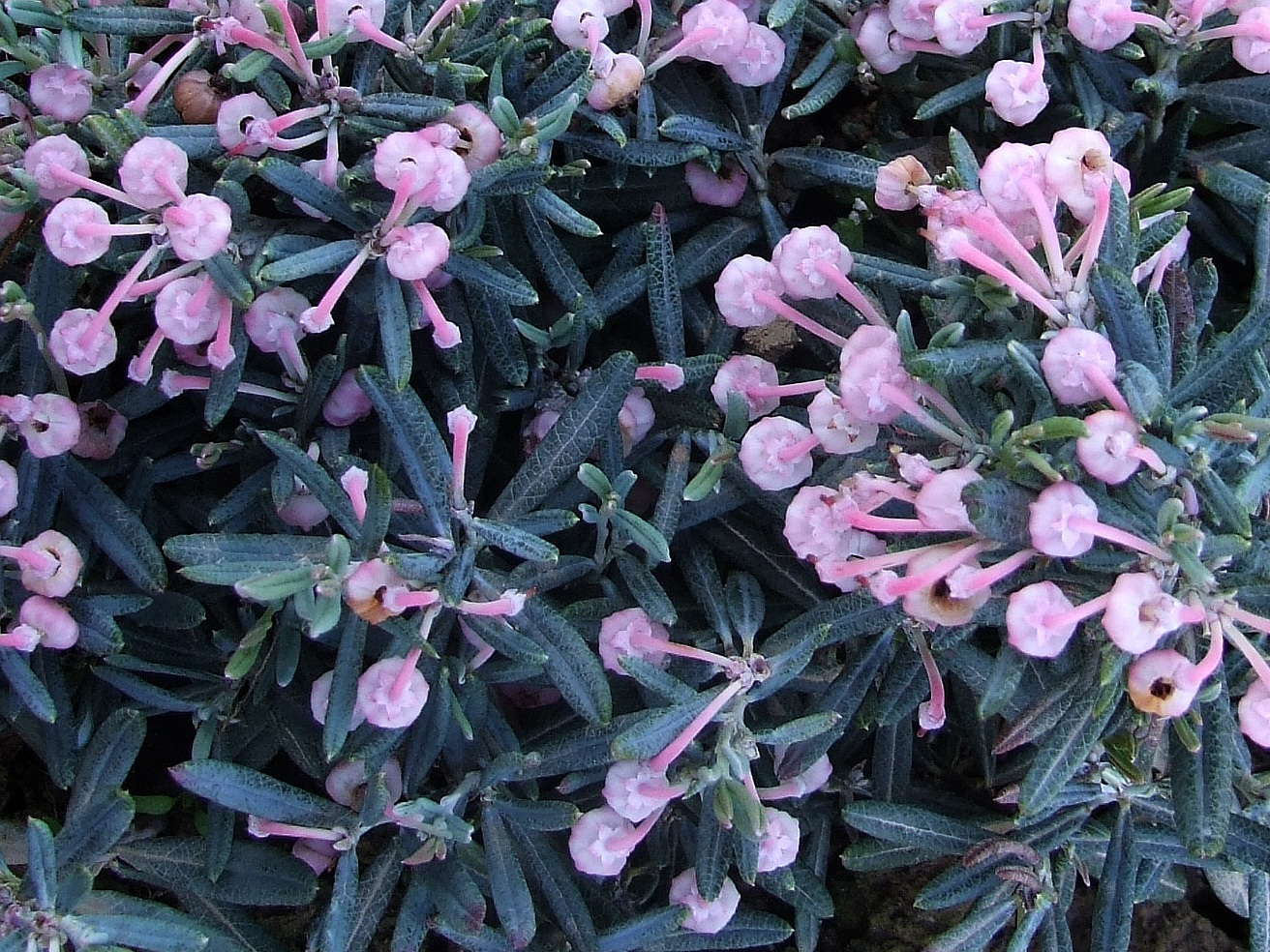
Odmiana 'Compacta'

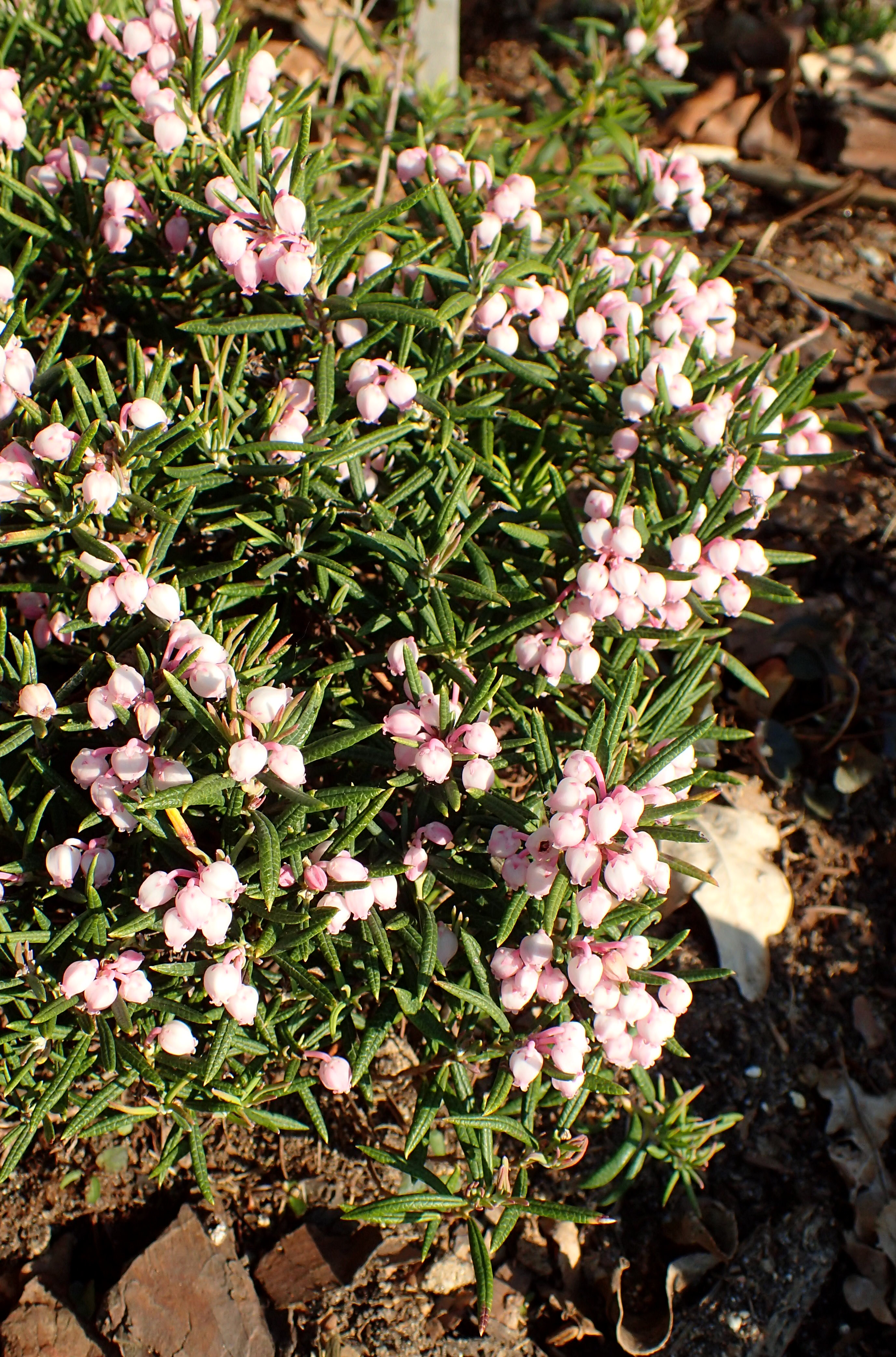
Odmiana 'Iwasugo'

W Rosji pędy i liście modrzewnicy wykorzystywano do garbowania skór. W Ameryce Północnej Odżibwejowie pili napój ze świeżych lub suszonych liści modrzewnicy (var. latifolia) moczonych w zimnej wodzie. Spożywano jego niewielkie ilości, ponieważ w większych powodował zatrucie. Inuici z grupy Mahuna używali modrzewnicy jako ziołowego leku przeciwzapalnego.
Modrzewnica czasami jest uprawiana jako roślina ozdobna. Do niedawna spotykana była rzadko nawet w ogrodach botanicznych. Jest w pełni mrozoodporna (strefy mrozoodporności 2–9). Szczególnie nadaje się do bagiennych i wilgotnych partii ogródków skalnych, ogrodów przydomowych i wrzosowisk.
Odmiany uprawne
Uprawiane są głównie kultywary wyhodowane w Europie Zachodniej, Japonii oraz w Ameryce Północnej. Odmiany japońskie selekcjonowane są z roślin odmiany A. polifolia var. acerosa rosnących na górskich torfowiskach i cechują się wąskimi, często czerwono nabiegłymi liśćmi oraz zwartym pokrojem. Odmiany amerykańskie, uzyskane z odmiany A. polifolia var. latifolia, cechują się wyższym wzrostem, dłuższymi liśćmi i większymi, liczniejszymi kwiatami. Poza odmianą 'Kirigamine', najmniej wymagającą pod względem wilgotności, pozostałe nie różnią się znacząco wymaganiami siedliskowymi.
- 'Alba' – kwiaty białe[54] (czasem także jako f. alba[52]), różne klony pod względem innych cech, zwłaszcza siły wzrostu[52];
- 'Blue Ice' – zwarty pokrój, liście niebieskawosrebrzyste przez cały sezon[49], osiąga do 30 cm wysokości. Znaleziona wśród siewek w jednej ze szkółek w Kolumbii Brytyjskiej[52];
- 'Compacta' – zwarty pokrój[51][47], wysokość do 20 cm[52], liście niebieskawozielone[54] lub szarawe[47], kwiaty błyszcząco różowe[51];
- 'Compacta Alba' – zwarty pokrój, kwiaty białe[51]; odmiana znaleziona w Japonii przed 1959[52];
- 'Grandiflora' – kwiaty większe niż u formy typowej[51], liczne, rośliny niewysokie, ale rozłożyste; odmiana odkryta w Japonii[52];
- 'Hayachine' – roślina niska (do 20 cm), liście ciemnozielone, równowąskie, kwiaty liczne, ciemnoróżowe; pochodzi z góry Hyachine w Japonii[22];
- 'Iwasugo' – zwarta roślina o liściach równowąskich (2 cm długości i 3 mm szerokości), kwiaty różowe, pochodzi z Hokkaido[22];
- 'Kirigamine' – kwiaty liczne, jasnoróżowe[52], liście ciemne, czerwono nabiegłe[55], wąskie[22]; odmiana o najmniejszych wymagania wilgotnościowych, znaleziona na Kirigamine – górze na zachód od Tokio[52][22];
- 'Macrophylla' – liście większe i szersze niż u formy typowej (3×1,5 cm[22]), kwiaty ciemnoróżowe[51] do białych[22], większe niż u formy typowej[55];
- 'Major' – rośliny wyższe niż typowe (pędy do 60 cm[22]), o liściach szerszych, szarawych[24], ale dość luźnych[22];
- 'Montana' – zwarty pokrój, liście ciemne[55];
- 'Nana' – wzrost karłowy[56] (do 25 cm); odmiana pochodząca z Japonii[52];
- 'Nikko' – bardzo zwarta, niska, obficie kwitnąca, kwiaty ciemnoróżowe[50] do białych[57]; pochodzi z torfowiska górskiego z Parku Narodowego Nikkō w Japonii[52];
- 'Shibutsu' – obficie kwitnąca, zwarta roślina osiągająca 30 cm wysokości, pochodzi z torfowiska górskiego na górze Shibutsusan na północ od Tokio[52];
- 'Rubra' – kwiaty czerwone[54];
- 'Winter Red' – młode przyrosty i liście w okresie zimowym intensywnie czerwone[22].

## Uprawa
Gatunek jest bardzo trudny do uprawy. Wymaga gleby torfowej, kwaśnej, wilgotnej i przepuszczalnej. Rosnąć może w miejscu słonecznym lub w półcieniu. 
Rozmnażanie
Rozmnażać można modrzewnicę z nasion, przez podział, z sadzonek zielnych i z odkładów, przy czym te ostatnie powstają tylko w bardzo wilgotnym podłożu, ale ukorzeniają się bardzo dobrze.
Według niektórych autorów nasiona nie wymagają stratyfikacji, według innych na miesiąc lub dwa przed wysianiem powinny być przechowane w temperaturze 12 °C. Zaleca się wysiew nasion jesienią w ciepłej szklarni lub w lutym albo marcu. Gorsze wschody daje siew w czerwcu. Zaleca się sianie nasion do płaskich skrzynek z ziemią wrzosową z dodatkiem torfu. Na miejsca docelowe powinny być wysadzane dopiero rośliny co najmniej dwuletnie, które mają 15 cm wysokości, przy czym rekomenduje się, by młode rośliny pierwszą zimę były przechowane w szklarni. 
Sadzonki pozyskuje się w drugiej połowie roku (od lipca nawet do lutego), najlepiej listopadzie i grudniu. Ukorzeniają się bardzo łatwo przy użyciu ukorzeniacza (IBA – kwasu indolilomasłowego) posadzone w szklarni w podłożu z piasku zmieszanego z torfem.
W przypadku planowanego podziału rośliny rekomendowane jest jej wcześniejsze wykopanie i wsadzenie na 6–12 miesięcy na większą głębokość, tak żeby przykryć jej pędy podłożem. Powoduje to rozwój korzeni w węzłach i pozwala podzielić roślinę na liczne okazy potomne.